# Синагога на Нижней Соломенке
Синагога на Нижней Соломенке — бывшая синагога в Киеве, которая была расположена на улице Вокзальной.

## История
В 1878 году в пригороде Киева Нижняя Соломенка была открыта синагога для местных евреев. Синагога находилась в отдельном 2-этажном доме.
Здание пострадало при пожаре 1885 года, а также сгорело при пожаре на Нижней Соломенке 16 июня 1897 года. Упоминание об этом есть в газете «Киевлянин» за 18 июня 1897 года: «…сгорела двухэтажная постройка молитвенного дома еврейской общины».
После пожара деревянная синагога была восстановлена как кирпичная. Представляла собой небольшое квадратное в плане сооружение.
Синагога была закрыта и разобрана в конце 1930 года — официально по причине того, что началось сооружение вокзальной ТЭЦ (тогда было снесено около 15 зданий, среди них была и синагога). Её место сейчас занято производственными сооружениями на территории ТЭЦ-3.